# Jonathan Brandis
Jonathan Gregory Brandis (13. dubna 1976 – 12. listopadu 2003) byl americký herec. Proslavil se zejména v dětských a mládežnických rolích.

## Život a filmová kariéra
Před kamerami začínal jako dětský model a hrál v televizních reklamách. Jako šestiletý si zahrál v seriálu One Life to Live. Jako devítiletý se s rodiči přestehoval do Los Angeles. Objevoval se zejména v televizních sitcomech a dalších seriálech, např. Full House, L.A. Law či  Who's the Boss?. Ve věku 14 let si zahrál hlavní roli chlapce Bastiana ve filmu Nekonečný příběh II. Ve stejném roce také hrál ve filmu To (It) podle hororové předlohy Stephena Kinga. Později se jako šestnáctiletý objevil po boku Chucka Norrise ve snímku Mistr kickboxu (Sidekicks). O rok později si zahrál jednu ze svých nejznámějších rolí - počítačového génia Lucase Wolenczaka v seriálu Strážce moře (SeaQuest DSV). Ta jej vynesla mezi teenagerské idoly. Ve stejné době také propůjčil svůj hlas čaroději Mozenrathovi v seriálu Aladinova dobrodružství (Aladdin). 
 Krom hraní také režíroval několik nezávislých filmů.

## Úmrtí
Zemřel 12. listopadu 2003 v nemocnici Cedars-Sinai Medical Center v Los Angeles na následky zranění, které utrpěl při sebevražedném pokusu, když se oběsil. Podle přátel trpěl depresemi v souvislosti s upadající hereckou kariérou, podle nepotvrzených zpráv v té době také hodně konzumoval alkohol.

## Filmografie
(výběr)
- 1987 - Poor Little Rich Girl: The Barbara Hutton Story
- 1987 - Osudová přitažlivost (Fatal Attraction) role: Party Guest
- 1989 - Otčím 2 (Stepfather II) role: Todd Grayland
- 1990 - Nekonečný příběh 2 (The NeverEnding Story II: The Next Chapter) role: Bastian Bux
- 1990 - To (It) role: William 'Stuttering Bill' Denbrough
- 1992 - Mistr kickboxu (Sidekicks) role: Barry Gabrewski
- 1992 - Berušky (Ladybugs) role: Matthew / Martha
- 1993 - Strážce Moře (SeaQuest DSV) role: Lucas Wolenczak
- 1994 - Dobrý Král Václav (Good King Wenceslas) role: Princ Wenceslas
- 1994 - Aladinova dobrodružství (Aladdin) role: Mozenrath
- 1996 - Volání divočiny: Nové dobrodružství (Born Free: A New Adventure) role: Randal 'Rand' Everett Thompson
- 1997 - Nečekaná bouře (Two Came Back) role: Jason
- 1999 - Jízda s ďáblem (Ride with the Devil) role: Cave Wyatt
- 2002 - Hartova válka (Hart's War) role: Pvt. Lewis P. Wakely
- 2004 - Puerto Vallarta Squeeze role: Neil Weatherford